# Ellen Browning Scripps

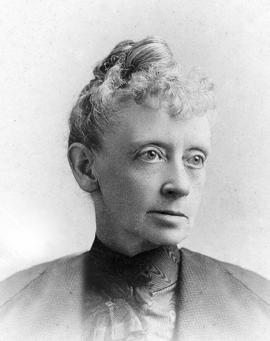
Ellen Browning Scripps (1891)

Ellen Browning Scripps (* 18. Oktober 1836 in London, England; † 3. August 1932 in La Jolla, Kalifornien) war eine amerikanische Journalistin, Frauenrechtlerin, Unternehmerin und Philanthropin. Mit ihren Brüdern baute sie ein Zeitungsimperium auf. Als Großspenderin und Mäzenin veranlasste sie unter anderem die Gründung der Meeresforschungseinrichtung Scripps Institution of Oceanography, des Forschungsinstituts Scripps Research und der Hochschule Scripps College.

## Leben

### Kindheit und Jugend
Ellen Browning Scripps kam 1836 in London als Tochter des Buchbinders James Mogg Scripps zur Welt, der aus einer angesehenen und gebildeten Familie von Druckern stammte. 1844 wanderte der Vater, bereits zweimal verwitwet, mit sechs Kindern in die USA aus. Dort ließ er sich in Rushville im Bundesstaat Illinois nieder, wo bereits andere Mitglieder der Familie Scripps lebten. Der Vater heiratete erneut. Zu Ellen Scripps’ Geschwistern und Halbgeschwistern gehörten unter anderem James Edmund Scripps (1835–1906), ihr ältester Bruder, und das jüngste Mitglied der Familie, ihr Halbbruder Edward Willis Scripps (1856–1926), der später ein bekannter Journalist und Gründer des Medienimperiums E. W. Scripps Company wurde und zu dem sie zeitlebens ein besonders enges Verhältnis hatte.

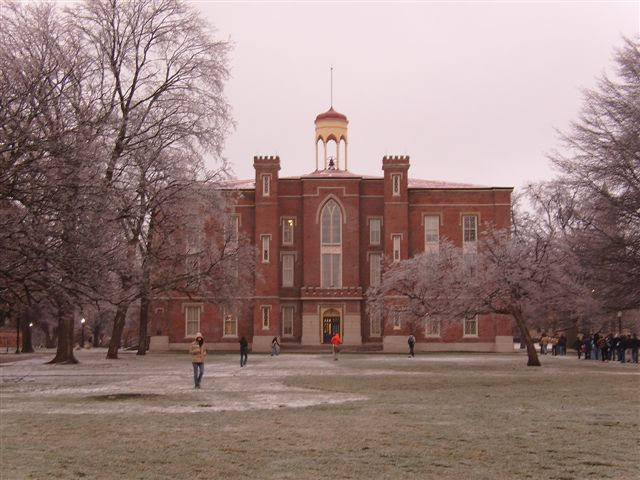
Altes Hauptgebäude des Knox College in Galesburg (Illinois). Fotograf: Jimmy Thomas

Mit sechzehn oder siebzehn Jahren begann Ellen Scripps, Schulunterricht zu geben. Ihre Ersparnisse benutzte sie ab 1856 für ein Studium am Knox College, das sie nach zwei Jahren 1859 mit einer bloßen Bescheinigung abschloss, da sie als Frau dort keinen akademischen Grad erwerben durfte. Sie kehrte nach Rushville zurück, pflegte ihren betagten Vater und nahm für die folgenden acht Jahre ihre Tätigkeit als Lehrerin wieder auf. Im Sezessionskrieg nahm sie ehrenamtlich karitative Aufgaben für die Freedman’s Association wahr.

### Journalistin und Zeitungsverlegerin
Sie investierte einen Teil ihrer Ersparnisse, um Teilhaberin der von ihrem Bruder James gegründeten Zeitung Detroit News zu werden. Nach dem Tod ihres Vaters zog sie nach Detroit und begann, für die Zeitung als Korrekturleserin und Redakteurin zu arbeiten. Auf der Titelseite hatte sie eine den weiblichen Teil der Leserschaft ansprechende Rubrik namens Matters and Things.
Auf ihr Betreiben hin stellte ihr Bruder auch ihren jungen Halbbruder Edward ein. Als dieser Detroit verließ, um in Cleveland sein eigenes Blatt, die Penny Press (später Cleveland Press, die erste Zeitung des heute als E. W. Scripps Company firmierenden Konzerns) zu gründen, investierte sie in das Unternehmen und hatte schließlich nennenswerte Anteile daran. Im Jahr 1881 reiste sie mit ihrem Bruder durch Europa und Nordafrika. Ihre Reiseerlebnisse veröffentlichte sie in ihrer Kolumne Miss Ellen’s Miscellany. Später bereiste sie mit ihrem Bruder James erneut Europa und machte auch Reisen nach Mexiko und Kuba.

### Umzug nach Kalifornien, Tätigkeit als Großspenderin
1891 zog sie mit ihrem Bruder Edward und dessen Familie nach San Diego. 1897, mit 60 Jahren, gründete sie zum ersten Mal in ihrem Leben einen eigenen Haushalt, als sie sich mit ihrer Schwester Virginia Scripps (1852–1921) in La Jolla niederließ.

#### Scripps Institution of Oceanography

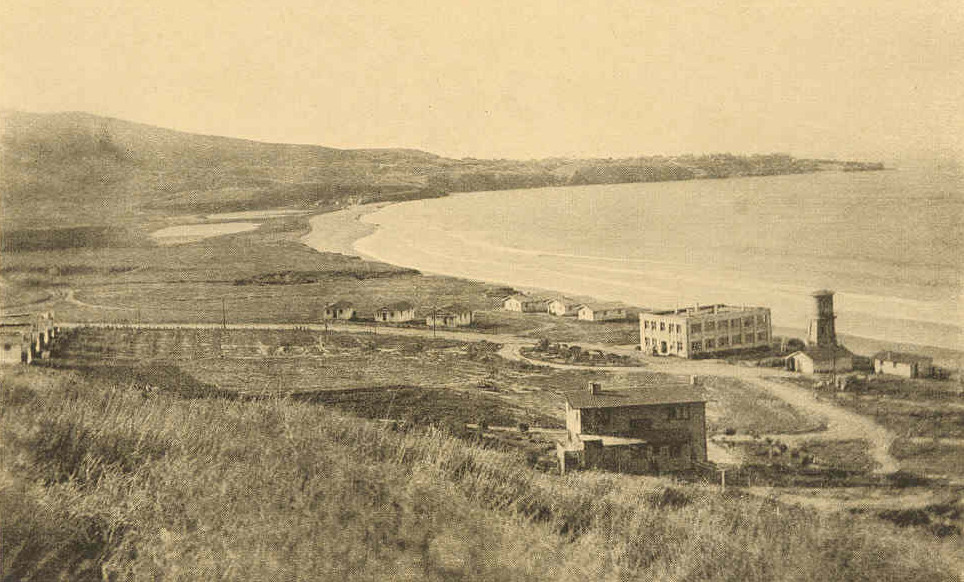
Scripps Institution of Oceanography. Die Station im Jahr 1915. Fotograf: William Emerson Ritter

Nach dem Tod ihres ledigen Bruders George Henry Scripps (1839–1900), der ihr ein beträchtliches Vermögen aus Anteilen an der Cleveland Press im Wert von 600.000 Dollar hinterließ, beschloss Ellen Scripps, das Erbe im Sinn ihres Bruders zu verwenden, der Segler gewesen war und sich für Naturwissenschaften interessiert hatte. Auch Ellen und ihre Schwester Virginia interessierten sich für Naturkunde. Nachdem Ellen durch ihren jüngsten Bruder Edgar Wyllis Scripps erfahren hatte, dass ein Biologe aus Berkeley, William Ritter, in San Diego eine Station für Meeresforschung gründen wollte, nahm sie ab 1903 Kontakt mit Ritter auf und stiftete zunächst drei Jahre lang 1500 Dollar jährlich zum Aufbau der Station. 1906 stiftete sie 50.000 Dollar an die Einrichtung; 1909 kündigte sie ein Legat von 250.000 Dollar an diese an. Ellen Scripps finanzierte die Straßen und die Pier sowie die ersten Gebäude für Labor und Bibliothek. Von 1903 bis 1912 brachten Ellen Scripps, ihr Bruder Edgar Wyllis Scripps sowie dessen Sohn Robert Paine Scripps auch das gesamte laufende Budget der Organisation auf. Als 1912 die Station Teil der University of California wurde, verpflichtete sich die Universität, fortan das Budget in der bis dahin von der Familie Scripps beigesteuerten Höhe aufzubringen.

#### Weitere Gründungen und Spendetätigkeit

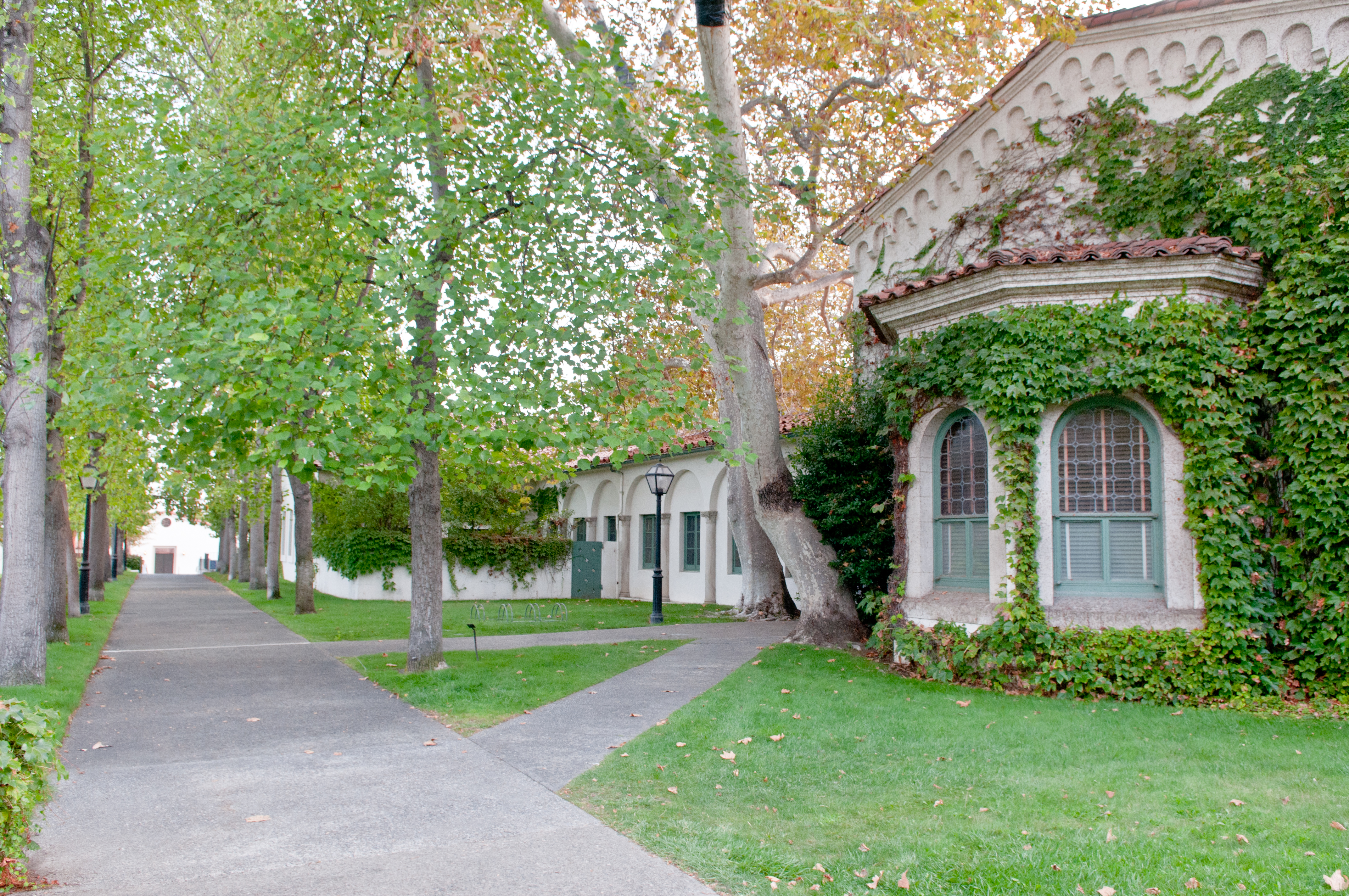
Auf dem Campus des Scripps College (2012). Seitlich der nach Emily Greene Balch benannte Gebäudekomplex Balch Hall aus der Gründungszeit. Fotograf: Lure Photography

Außer dem Institut für Meereskunde veranlasste Ellen Browning Scripps die Gründung zahlreicher weiterer Institutionen, darunter das Scripps College, die medizinischen Einrichtungen Scripps Hospital und Scripps Clinic. Aus letzterer ging das heutige Forschungsinstitut Scripps Research hervor, während das Krankenhaus sich zu der Non-Profit-Organisation Scripps Health entwickelte. Des Weiteren errichtete sie den La Jolla Women’s Club, die Bibliothek von La Jolla sowie den dortigen Children’s Pool, ein Strandbad mit Wellenbrecherdamm. Aus Land, das sie gekauft und der Stadtverwaltung zur Errichtung eines Parks übereignet hatte, wurde die heutige Torrey Pines State Natural Reserve.
Sie spendete zudem erhebliche Summen an den Zoo von San Diego und wirkte als Spenderin für zahlreiche religiöse Einrichtungen verschiedener Konfessionen, Bildungseinrichtungen und viele andere Institutionen und Projekte.
Obwohl sie geplant hatte, ihr gesamtes Vermögen zu Lebzeiten zu spenden, blieb bei ihrem Tod eine erhebliche Erbmasse übrig. Aus dieser machte ihr Neffe Robert Paine Scripps das Stiftungsvermögen der Ellen Browning Scripps Foundation, die das philanthropische Werk ihrer Namensgeberin fortführt.

#### Politische und soziale Positionen
Ellen Browning Scripps trat für die Frauenbewegung, insbesondere für das Frauenwahlrecht, generell gegen Diskriminierung, weiterhin für Pazifismus ein. Die Bezeichnung „Philanthrop“ missfiel ihr; ihre Spenden pflegte sie als „Investitionen“ zu bezeichnen.